# イラン国営石油会社
イラン国営石油会社（NIOC; ペルシア語: شرکت ملّی نفت ایران、英語：National Iranian Oil Company）はイラン・イスラム共和国の国営企業。石油及び天然ガスを供給しており、新セブンシスターズの一社。
1951年にイギリスが所有していたアングロイラニアン・オイル・カンパニーがイランで運営していた権益を接収し国有化するため、イラン石油国有化法に基づき石油省により設立。その後、イギリス及びアメリカ合衆国が企てた1953年のイランのクーデターによってモハンマド・モサッデク首相が失脚したことより、1954年に英米の石油メジャーへの優先的供給契約（40%を米国系5社、40%を英国系ブリティッシュ・ペトロリアム社、14%をオランダ系のロイヤル・ダッチ・シェル、6%をフランス系のCFPに強制配分）を批准した。この契約はイラン革命によって1979年に破棄された。
現在、サウジアラビアのアラムコに次いで世界2位の規模を誇る。